# Ermitage Barcelona
Ermitage Barcelona és un projecte de museu, sub-seu de la pinacoteca Ermitage de Sant Petersburg, que es preveu construir al Port de Barcelona. Fou anunciat per primera vegada el 2012, però després de diverses propostes d'ubicació, roman a l'espera de la construcció d'una seu definitiva, que fou presentada el juny de 2016 anunciant la seva inauguració pel 2020. El 2018 es va presentar un nou projecte d'edifici, de Toyo Ito. El març de 2019, encara no han començat les obres.

## Història
Des de l'any 2000, l'Ermitage ha obert diverses sucursals arreu del món, a ciutats com Amsterdam, Ferrara o Londres (tot i que aquesta darrera va tancar el 2007) que funcionen amb un sistema semblant a una franquícia.
El 2012 es va anunciar que la coneguda pinacoteca russa tenia intenció d'obrir una delegació del seu museu a la capital catalana. Es tractava d'un projecte impulsat per iniciativa privada, encapçalat pels empresaris Ujo Pallarés i Valery Larovslavski. El novembre del mateix any, després d'una reunió del llavors conseller de cultura Ferran Mascarell amb la viceministra russa Yurievna Manilova, es va anunciar que probablement el 2013 es crearia una primera exposició temporal en un dels edificis del Port Vell de Barcelona, a l'espera de trobar una seu definitiva, possiblement en uns edificis propers a l'Hotel W. Aquesta proposta inicial afectava a unes naus catalogades de la bocana del port, multiplicant per quatre la seva superfície. Segons l'anunci inicial fet al DOGC, la proposta seria d'un projecte museogràfic a llarg termini, amb voluntat de ser uns 30 anys a Barcelona.
Poc després, el 2013 es va anunciar que un dels responsables del projecte a nivell museogràfic seria Jorge Wagensberg, conegut per haver impulsat projectes com el CosmoCaixa, entre d'altres. Quan es va anunciar el seu nom, Wagensberg va declarar que el seu projecte era explicar la història de la humanitat mitjançant una col·lecció d'obres d'art. Més endavant es van anar anunciant diverses possibles ubicacions per a l'edifici, la participació financera del banc andorrà MoraBanc i es va descartar l'opció de l'exposició temporal prèvia a la inauguració. El projecte ha sigut qüestionat diverses vegades tant pel sector cultural barceloní, com per diversos partits polítics, però tant l'Ajuntament de Barcelona com la Generalitat de Catalunya s'han defensat argumentant que es tracta d'un projecte finançat íntegrament amb capital privat.
El 2016 es va anunciar que es repensava el projecte de nou i que s'esperava inaugurar el 2018 i que esperava rebre un mig milió de visites anuals. El juny del mateix any es va fer pública una darrera proposta, un edifici de nova planta al costat de l'Hotel W i a prop de les naus on es volia situar inicialment el museu. Es preveu que la disposició museogràfica combini ciència i art. A finals de 2018 es va anunciar un nou projecte arquitectònic, aquesta vegada un edifici del Premi Pritzker Toyo Ito.

## Seu
Des de l'anunci de la proposta, s'han presentat diversos espais barcelonins com a candidats a acollir la franquícia russa. Inicialment van ser unes naus properes a l'Hotel W, però en estar aquestes catalogades es va mencionar la possibilitat que s'instal·lés a espais com la Facultat de Nàutica, l'edifici de l'Antiga Duana, o en un edifici de nova planta, que és la darrera proposta vigent. L'edifici tindrà uns 3.500 metres quadrats d'espai expositiu dividits en cinc plantes, set sales d'exposició i un gran vestíbul de lliure accés. El cost de construcció és d'uns 38 milions d'euros. Es preveia que es comencés a construir el 2017 i tenir-ho llest pel 2020.

### Toyo Ito
La següent proposta, de Toyo Ito, es va presentar el 2018. Es tracta d'un edifici de nova planta de 16.000 metres quadrats, amb 12.000 d'útils. El projecte té el vist-i-plau del Port de Barcelona. La seva construcció costaria uns 52 milions d'euros, 10 més que el projecte anterior. Es preveu que siguin assumits al 100% per iniciativa privada. Un 80% pel fons d'inversió luxemburguès Varia, propietari de la major part d'accions de la societat Museo Hermitage Barcelona. El 20% restant seria costejat per Cultural Development Barcelona, l'empresa de l'impulsor inicial del projecte, Ujo Pallarés, qui va aconseguir un pacte a 50 anys amb el museu rus. A data març de 2019 no han començat les obres.